# Letona
Letona – miasto w Stanach Zjednoczonych, w stanie Arkansas, w hrabstwie White.